# Алія (репатріація євреїв)

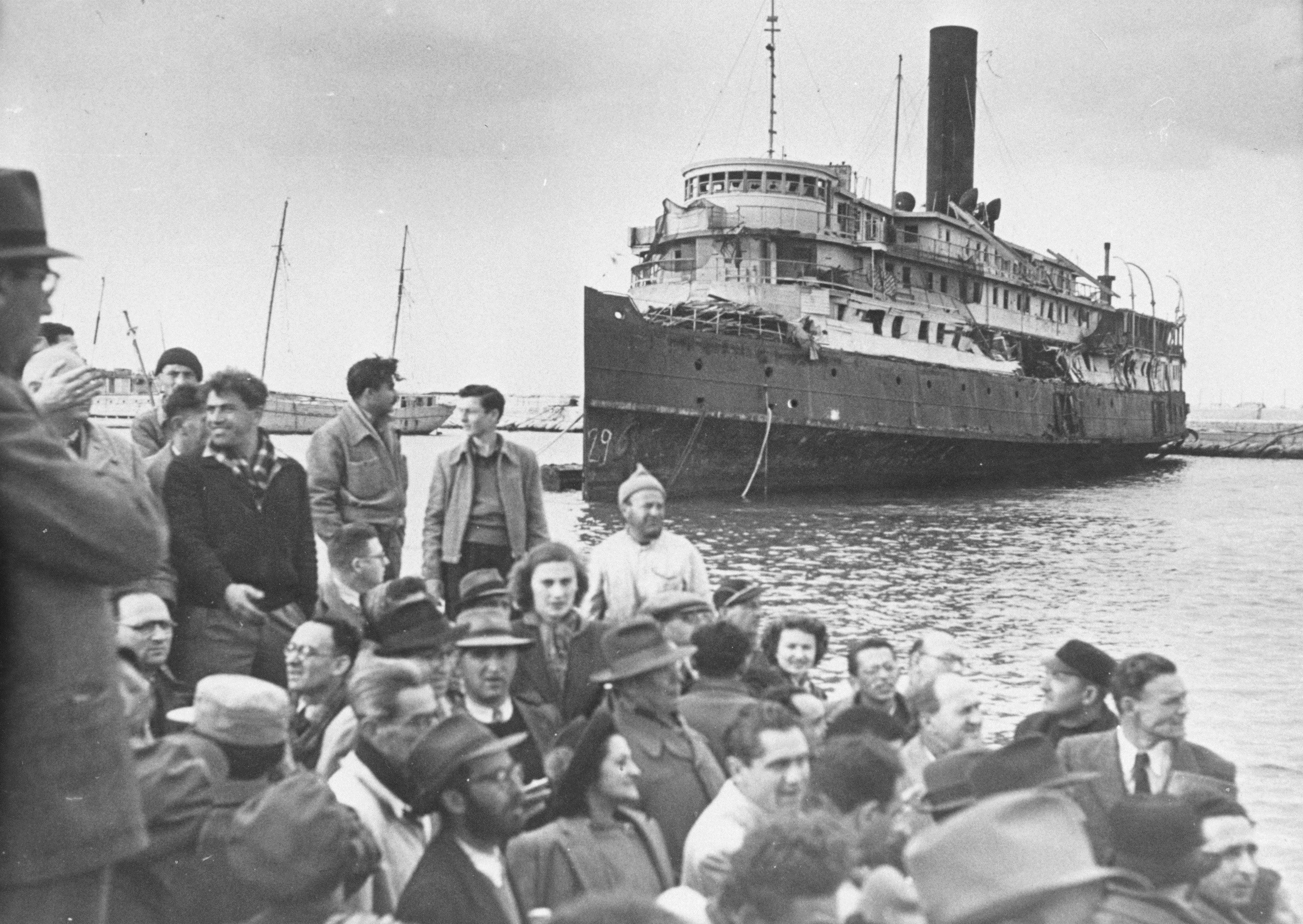

Алія́ (івр. עלייה, досл. «підйом», «сходження догори», «піднесення») — репатріація євреїв до Ізраїлю, а перед заснуванням Держави Ізраїль — до Землі Ізраїльської. Є одним з основних понять сіонізму, нині закріпленим у законі Ізраїлю «Про повернення». Протилежна дія, еміграція євреїв з Ізраїлю, називається словом єріда́ («спуск», «сходження донизу»).
Єврей, який вчиняє алію, називається на івриті словом «עולה» — «олє́» (в жіночому роді «עולה» — «ола́», мн. — «עולים» — «олі́м», у мн. жін. — «עולות» — оло́т), ці слова іноді використовуються і в українських текстах, визначаючи недавно репатрійованих до країни Ізраїль.
Переважна більшість ізраїльських євреїв сьогодні — або олім, або нащадки тих, хто вчинили алію в 1—4 поколіннях.

## Історія

### Прагнення євреїв до Сіону
Серед євреїв, що жили в діаспорі, завжди було поширене сильне бажання повернутися до Сіону і в Палестину. Ці надії і прагнення відображені в Біблії: «І підуть численні народи та й скажуть: Ходіть та зберімось на гору Господню, до дому Бога Якового, і доріг Своїх Він нас навчить, і ми підемо стежками Його! Бо вийде з Сіону Закон, і слово Господнє з Єрусалиму» і є центральною темою єврейських молитов. Починаючи з XII століття переслідування євреїв християнською церквою призвело до збільшення алії у Святу землю. У 1492 році цей потік поповнився євреями, вигнаними з Іспанії, які згодом заснували місто Цфат у Галілеї. Протягом XVI століття великі єврейські громади пускали коріння в Країні Ізраїлю в чотирьох святих містах (Єрусалимі, Хевроні, Цфаті, Тверії), а в другій половині XVIII століття ціла хасидська громада зі Східної Європи оселилася в Святій землі.
У 1882 році єврейське населення Ерец-Ісраель становило близько 30-35 тисяч жителів і було глибоко релігійним. Євреї жили в стародавніх святих містах — Єрусалимі, Тверії, Цфаті та Хевроні. В Єрусалимі євреї становили більшість населення. Порівняно невеликі громади були в Яфо, Газі, Хайфі і в деяких інших містах.

### Перша алія(1882—1903)

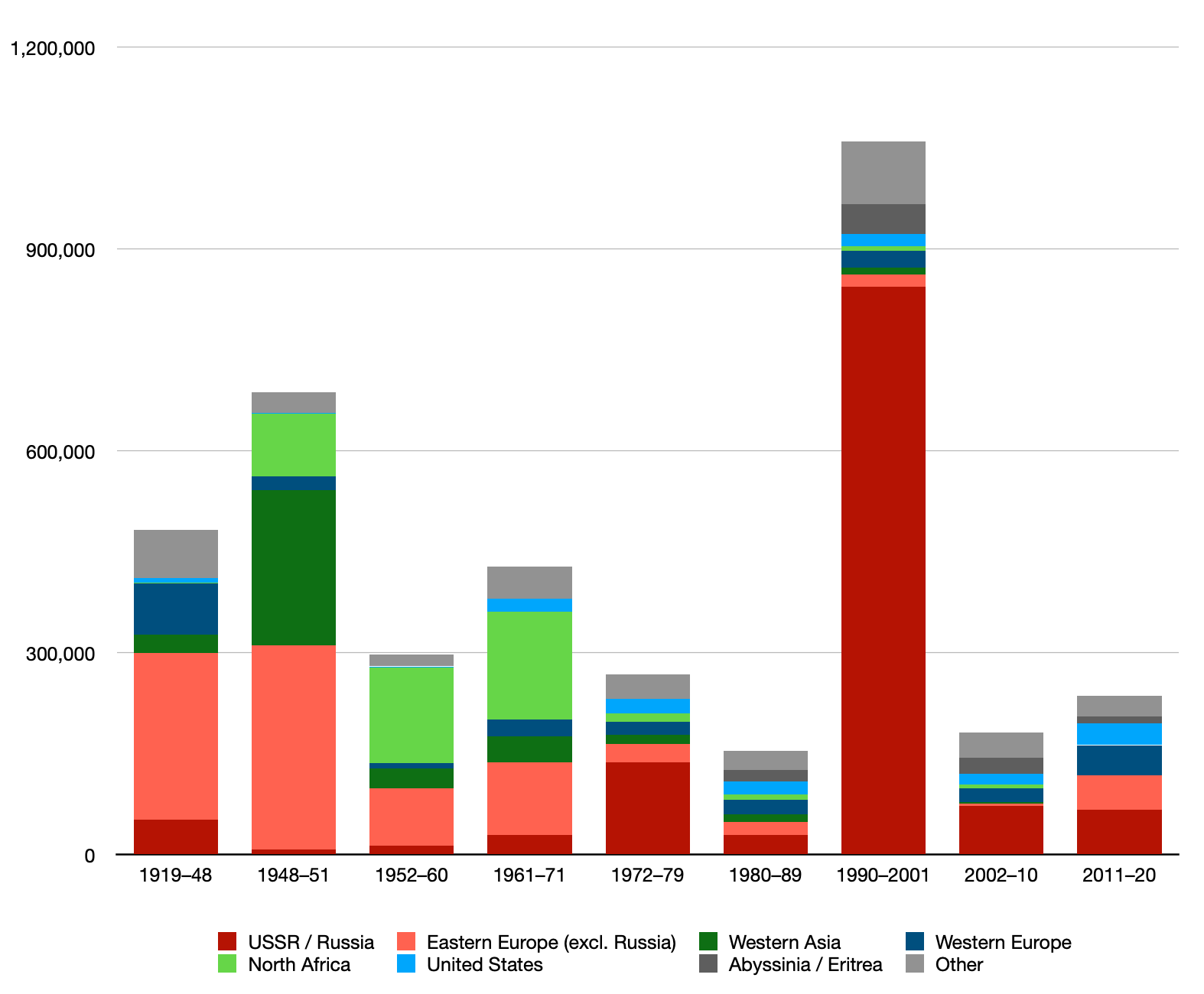
Статистика алій між 1919 та 2020 рр.

Перша велика хвиля сучасної репатріації євреїв, що отримала назву Перша алія, пов'язана із хвилею погромів 1882 року, що прокотилася по Російській імперії. У 1882—1903 роках до «Палестини», тоді провінції Османської імперії, переселилося близько 35 тисяч євреїв. Більшість з них належало до палестинофільских рухів Ховевей Ціон (Люблячі Сіон) та БІЛУ (білуйці) і прибула зі Східної Європи (головним чином з Російської імперії); невелике число прибуло також із Ємену. Здебільшого це були релігійні євреї.
Із сільськогосподарських поселень, заснованих у цей період, згодом виросли такі міста як Петах-Тіква, Рішон-ле-Ціон, Реховот, Рош-Піна і Зіхрон-Яаков.
Поселенці стикалися з великими труднощами: нестача коштів, важкі природні умови, нестача відповідного сільськогосподарського досвіду, хвороби тощо. У подоланні цих труднощів велику роль зіграв барон Едмон де Ротшильд, який взяв кілька заснованих поселень під свою опіку і допомагав поселенцям пільговими кредитами та фахівцями.

### Друга алія(1904—1914)
Нова хвиля алії була пов'язана із хвилею погромів у Російської імперії, найбільш відомим з яких був Кишинівський погром 1903 року. У період 1904—1914 років у Країні Ізраїлю оселилося близько 40 тисяч євреїв зі Східної Європи.
Як і репатріанти першої алії, багато переселенців другої алії були релігійними євреями, і не завжди активістами сіоністських організацій. У той же час, багато хто з поселенців цього періоду були захоплені соціалістичними ідеями, створивши в Палестині політичні партії та робочі організації. Вони заснували 1909 року перший кібуц — Дганію, що поклав початок кібуцному рухові, і сформували першу організацію єврейської самооборони, Га-Шомер, для захисту єврейських поселень від нападів арабів і бедуїнів.
У 1909 році було засноване передмістя Яффи Ахузат-Баїт, яке згодом виросло в місто Тель-Авів. У цей же період широко поширився відроджений іврит, на якому виходили газети і розвивалася література.
Зі вступом Османської імперії в Першу світову війну на стороні Німеччини, турецька влада піддала гонінням єврейське населення країни, що перервало Другу Алію. В результаті, до 1917 року в Ерец-Ісраель проживало приблизно 85000 євреїв.

### Третя алія(1919—1923)
Під час Першої світової війни з ініціативи Володимира Жаботинського і Йосипа Трумпельдора у складі британської армії був сформований «Єврейський легіон». Унаслідок цього, а також унаслідок наукових заслуг доктора Хаїма Вейцмана (голови Всесвітньої сіоністської організації і видатного хіміка, який розробив отримання життєво необхідного Британії синтетичного каучуку), 2 листопада 1917 року британський міністр закордонних справ Артур Джеймс Балфур видав Декларацію, яка документувала, що Велика Британія «схвально дивиться на питання створення в Палестині національного осередку єврейського народу». Єврейський легіон активно брав участь у боях за вигнання турків із Країни Ізраїлю.
1922 року Ліга Націй вручила Великій Британії мандат на Палестину, мотивуючи це необхідністю «встановлення в країні політичних, адміністративних та економічних умов для безпечного заснування єврейського національного дому».
У 1919—1923 роках, унаслідок Першої світової війни, встановлення в Країні Ізраїлю британського мандата і вищезгаданої Декларації Бальфура, на свою землю прибули 40 тисяч євреїв, в основному зі Східної Європи. Сіоністські організації організували підготовку поселенців цієї хвилі до сільськогосподарської праці переважно ще в країнах діаспори. Британська мандатна влада встановила обмежувальні квоти на єврейську алію. Незважаючи на це, єврейське населення країни зросло у цей період до 90 тисяч. Поселенці осушили болота Їзреельської долини й долини Хеферу; зробили землю придатною для сільського господарства. Тоді ж були засновані федерація профспілок Гістадрут і єврейська організація самооборони Хагана.

### Четверта алія(1924—1929)

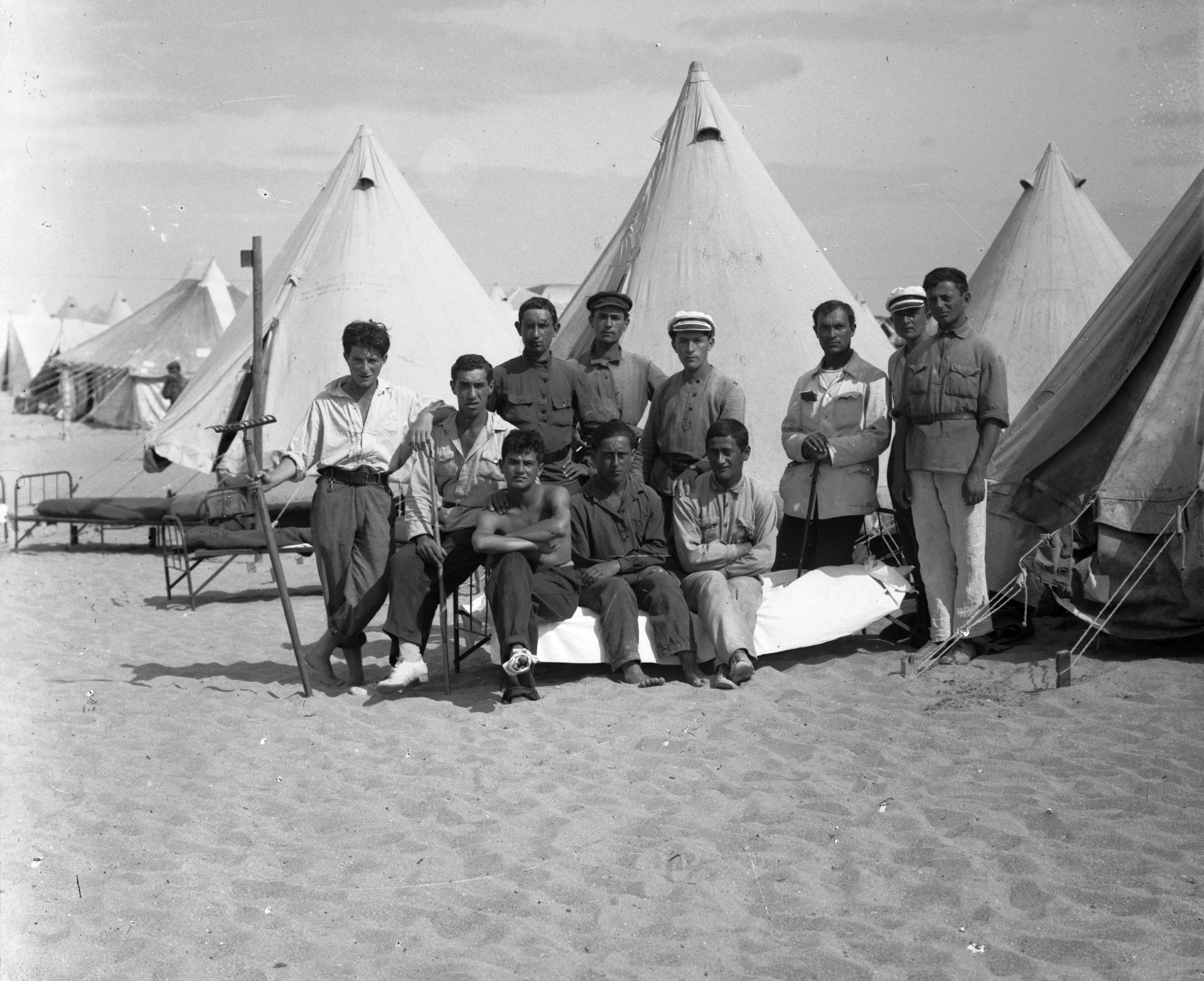
Табір переселенців під Тель-Авівом, 1920—1930 рр.

У 1924—1929 роках до Країни Ізраїлю репатріювалися близько 82 тисяч євреїв, в основному зі Східної та Центральної Європи, в тому числі у зв'язку з підйомом антисемітизму в Польщі й Угорщині.
Значну роль зіграла економічна криза в Польщі в поєднанні з проваджуваною там політикою витіснення євреїв з ремесла і торгівлі, тому цю хвилю репатріації прозвали «алія Грабського», за прізвищем тодішнього прем'єр-міністра Польщі. Обмеження на імміграцію до США, введені 1924 року, сприяли тому, що ті з євреїв Європи, хто мав намір шукати щастя за океаном, встали на шлях репатріації до землі предків.
Ця група складалася багато в чому з сімей середнього класу, які переїхали до зростаючих міст, заснувавши малі підприємства торгівлі та громадського харчування («алія кіосків»), а також легку промисловість.
Згодом, однак, приблизно 23 тисячі олім цієї хвилі залишили країну.

### П'ята алія(1929—1939)
У 1929—1939 роках, з підйомом, а потім приходом до влади (1933) німецьких нацистів, у Палестину приїздили 250 тисяч євреїв, 174 тисячі з яких — у 1933—1936 роках. На початку своєї влади в Німеччині нацисти ще не вірили в реальність своїх мрій про геноцид єврейського народу, і тому не тільки допускали, але й вимагали еміграції євреїв зі свого рейху. З 1933 по 1939 рік близько 60 тисяч євреїв Німеччини на легальних підставах виїхали до підмандатної Палестини. З 1936 року англійці посилили обмеження на в'їзд, і хвиля алії зробилася нелегальною, названою «Алія Бет».

### Алія Бет— нелегальна імміграція в 1933—1948 роках

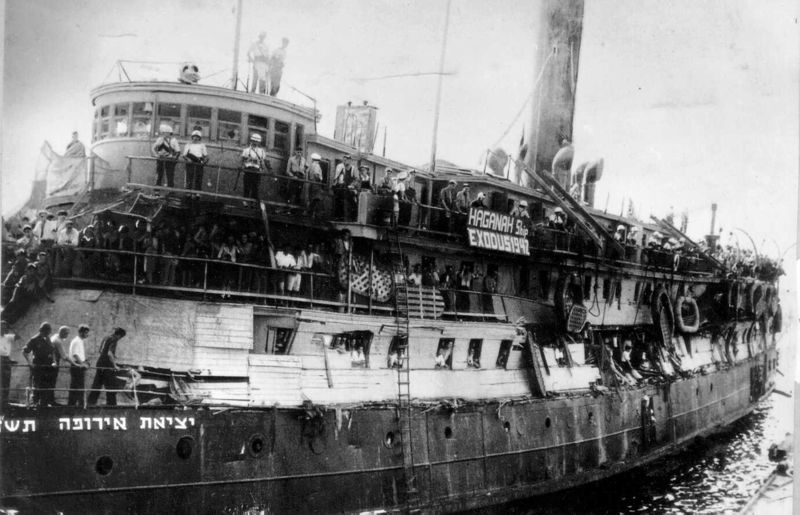
Пароплав Хагани «Екзодус-1947» — символ нелегальної імміграції

Зрослі обмеження на єврейську репатріацію, накладені британською владою, зробили значну частину алії нелегальною. Ця алія отримала назву «Алія Бет» або Гаапала́ (івр. העפלה, «відвага на сходження догори»). Нелегальна імміграція організовувалася підрозділом Хагани під назвою «Мосад ле-Алія Бет» та Національною військовою організацією Іргун. Доправляння євреїв в Ерец-Ісраель проводилось, головним чином, морським шляхом, і — меншою мірою — суходолом через Ірак і Сирію.
В «Алії Бет» заведено виділяти два етапи.
- 1933—1942 — зусилля з порятунку євреїв Європи від знищення.
- 1945—1948 — зусилля, спрямовані на роботу в таборах для переміщених осіб, де знаходилися євреї, які пережили Катастрофу, для організації їх переселення в Ізраїль. Післявоєнний шлях алії проходив з такого табору в один зі збірних пунктів в американському секторі — Бад-Рейхенхалл або Лайпхайм; звідти біженці різними шляхами переправлялися в Ерец-Ісраель.

Американська, французька та італійська влада не накладали обмежень на пересування між таборами, британці ж всіляко протидіяли цьому руху, накладаючи обмеження на пересування з таборів і організовуючи морську блокаду, перешкоджаючи олім висаджуватися на Ізраїльську землю.
У 1946 році британській секретній службі МІ-6 було доручено організацію диверсій на суднах, що перевозили нелегальних іммігрантів. 14 лютого 1947 операція була офіційно розпочата. Британські агенти встановлювали на кораблях магнітні міни з годинниковим механізмом. Влітку 1947 і на початку 1948 року в італійських портах були пошкоджені таким чином 5 кораблів.
Незважаючи на боротьбу британської влади з нелегальною імміграцією, протягом 14-ти років до Палестини у такий спосіб переправилися 110 тисяч євреїв.

## Масова алія 1950-х років

Іміграція євреїв до Держави Ізраїль, 1948—2007

У 1948—1952 роках єврейське населення Ізраїлю збільшилася з 600 тис. до 1,5 млн. Сотні тисяч євреїв стали біженцями з арабських країн, рятуючись від погромів і переслідувань.
Від дня проголошення єврейської держави 14 травня 1948 і до кінця року в Ерец-Ісраель прибуло понад 100 тис. репатріантів. До кінця 1951 року в країну репатріювали 690 тис. осіб — і їх число перевищило чисельність ішуву напередодні проголошення держави. Декларація незалежності Держави Ізраїль фактично відкрила ворота для євреїв з усього світу, проголосивши: «Держава Ізраїль буде відкритою для репатріації євреїв і для збирання діаспор».
Першими прибули європейські євреї, які пережили Голокост і знаходилися в таборах переміщених осіб. Слідом за ними стали прибувати — нерідко майже в повному складі — єврейські громади країн Сходу та Північної Африки. Так, у рамках операції «Езра і Нехемія» репатріювалися майже всі євреї Іраку (120 тисяч осіб). Були проведені також операції з репатріації євреїв із Марокко, Алжиру, Тунісу, Лівії, Румунії, Польщі, Угорщини, Болгарії та інших країн. Репатріація тривала і в наступні роки — аж до наших днів. Були періоди спаду і зростання алії, були навіть періоди, коли число тих, хто залишав країну, перевищувало кількість репатріантів. У 1956 році відновилася алія з країн Східної Європи, а після Шестиденної війни 1967 року помітно зросла алія з країн Заходу і почалася репатріація євреїв з Радянського Союзу.

### Операція «Орлині крила» (або «Килим-літак»)

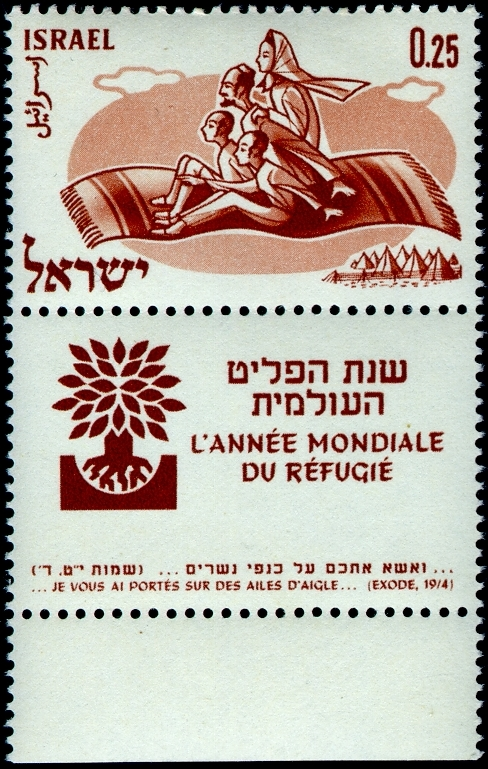
Ізраїльська поштова марка 1960 р.в. з цитатою з [http://www.bibleonline.ru/bible/ukr/02/19/#h4 Вих. 19:4

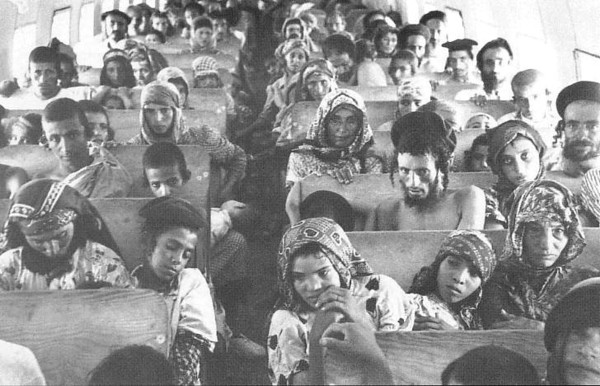
Єменські євреї на борту літака, що виносить їх з Адена до Ізраїлю в ході операції «Килим-літак»

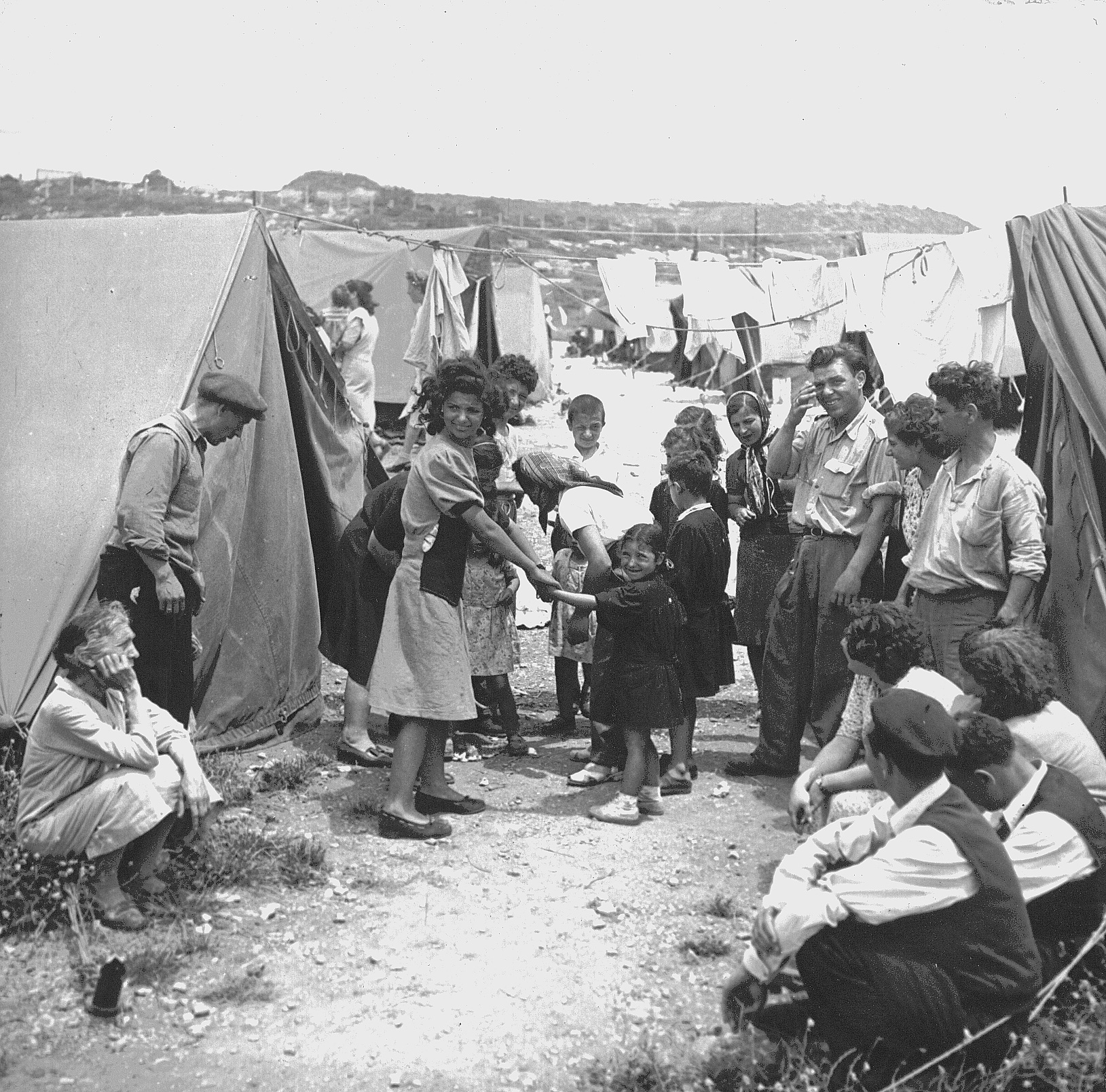
Транзитний табір Маабарот, 1950

Назва операції взято з біблійного вірша: «Носив вас на крилах орлиних, і привів вас до Себе» (Вих. 19:4 [Архівовано 15 квітня 2015 у Wayback Machine.]Огієнко).
До заснування Ізраїлю Єменська влада перешкоджала виїзду євреїв, але після проголошення держави євреям було дозволено їхати до Ізраїлю. Проведення операції відбувалося у стислі терміни, оскільки існувала підозра, що уряд може передумати, і брама країни зачиниться.
Достеменна кількість осіб, що збиралися репатріюватися, була невідомою. Поблизу Адена був організований табір (названий «Визволення»), куди євреї з усього Ємену йшли практично пішки. Кілька десятків ізраїльських інструкторів, які зуміли проникнути до Ємену, нічим допомогти їм не могли, оскільки перебували безпосередньо в таборі.
У 1949–1950 роках Ізраїль евакуював повітрям із Ємену 50 тис. євреїв місцевої громади, що стікалися з усіх кінців країни до табору «Визволення». Починаючи з вересня 1949 літаки щодня перевозили в Ізраїль по 500 єменитів. До кінця 1949 в Ізраїль прибуло 35 тис. біженців з Ємену. Останній рейс приземлився в Ізраїлі у вересні 1950.
Крім єменських євреїв, у ході операції на історичну батьківщину були доставлені 1500 євреїв з Джибуті і 500 з Еритреї.

## Репатріація євреїв з СРСР 1970-х років

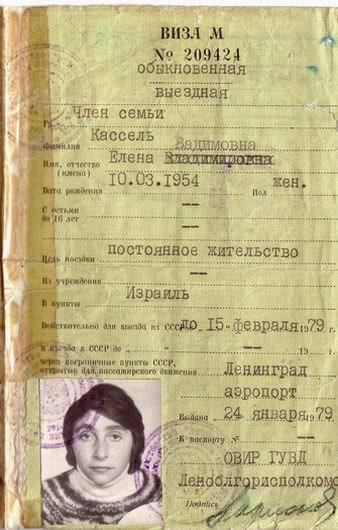
Радянська віза другого роду (дозволяла залишити СРСР назавжди)

Еміграційні настрої серед радянських євреїв різко посилилися після Шестиденної війни 1967 року і війни 1973 року, коли СРСР повністю зайняв сторону арабів у їх збройній боротьбі проти Держави Ізраїль та підтримав радикальні палестинські рухи.
Шестиденна війна викликала збурення національної свідомості радянських євреїв. 10 червня 1968 року, через рік після розриву відносин з Ізраїлем, в ЦК КПРС надійшов спільний лист керівництва МЗС СРСР і КДБ СРСР за підписами Громико і Андропова з пропозицією дозволити радянським євреям емігрувати з країни. Наприкінці 1960-х — на початку 1970-х років політика Радянського Союзу щодо репатріації в Ізраїль пом'якшується, і в 1969—1975 роках до Ізраїлю прибуло близько 100 тис. репатріантів з СРСР.

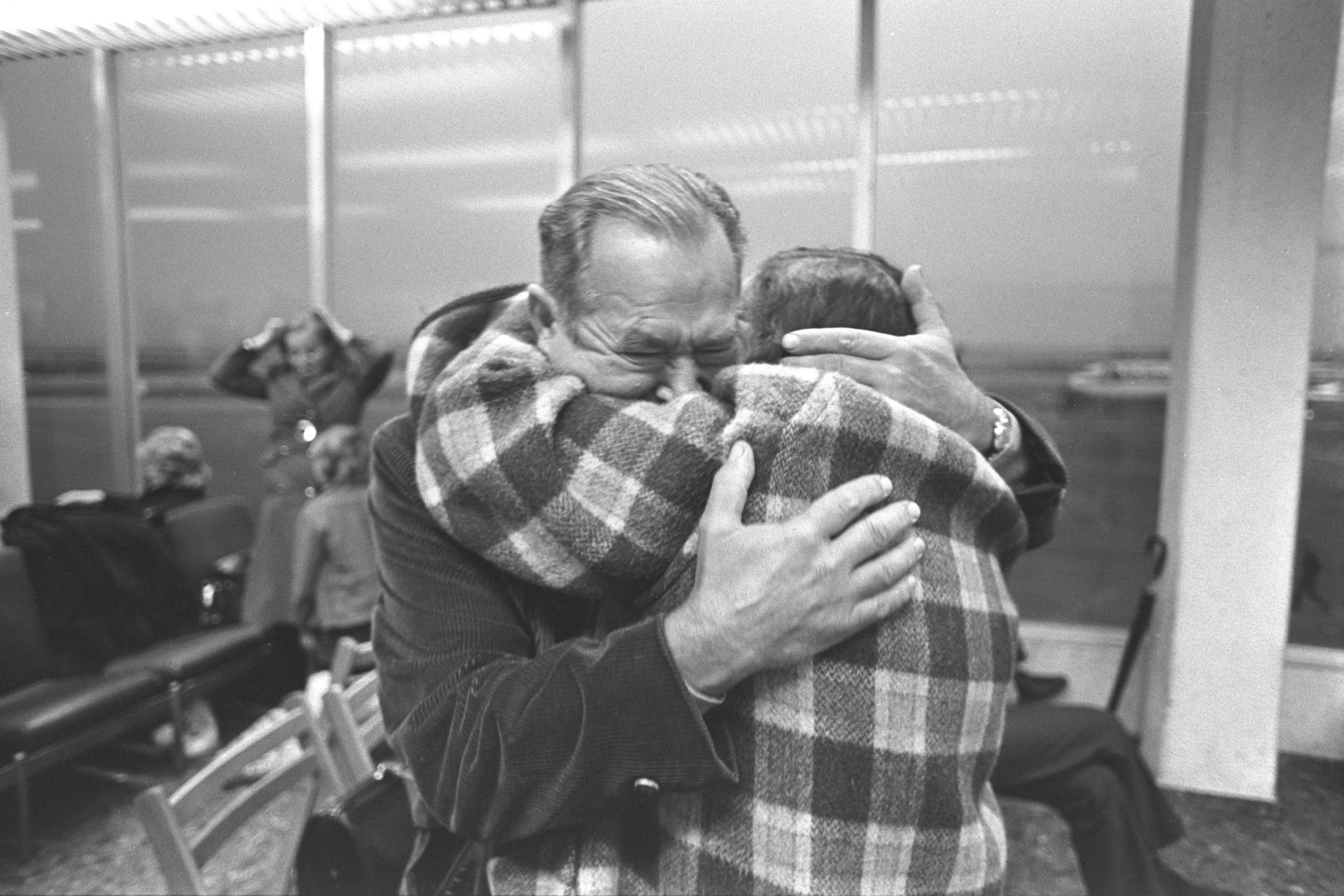
Возз'єднання брата з сестрою, яка щойно прибула з СРСР, після 20 років розлуки. Аеропорт Лод, 1972

На початку 1970-х років, після Ленінградської справи (спроби захоплення і викрадення за кордон пасажирського літака), радянська влада послабила обмеження на еміграцію з СРСР для інших груп бажаючих.
Однак на початку 1980-х років, після початку Афганської війни та заслання А. Д. Сахарова, влада вирішила «закрити» еміграцію, унаслідок чого багато з тих, хто раніше подав заяви в ОВІР на виїзд, отримали відмову. Їх стали називати відмовниками, хоча відмови практикувалися й раніше. Якщо в 1979 році 51 333 осіб отримали виїзні візи, то в 1982 році було видано 2688 віз, в 1983 році — 1315, а в 1984 році всього 896. Радянські власті оголосили, що немає більше сімей, які очікують возз'єднання, хоча сім'ї багатьох відмовників перебували за кордоном.
Отже, у 1980-ті роки спостерігався спад алії. Крім того серед євреїв, які залишали СРСР абсолютна більшість прямувала не в Ізраїль, а до США чи інших країн. Таких євреїв почали називати "ношрім", тобто відпадаючі, подібно листям, які падають з дерева.

## Репатріація євреїв Ефіопії
Громада «Бет Ісраел» (ефіопських євреїв) існувала в Ефіопії з перших століть після руйнування Єрусалимського Храму майже в повній ізоляції від інших частин єврейського народу.
За двотисячоліття ефіопські євреї неодноразово намагалися дістатися до Єрусалима. Однак, аж до 1979 року лише вкрай небагатьом це вдавалося. Протягом 1979–1984 років через Судан до Ізраїлю прибуло близько 7000 ефіопських євреїв. На шляху до Судану і в таборах біженців у цій країні, від голоду і хвороб загинуло близько 4 тисяч чоловік.

### Операція «Моше»
Операція «Моше» тривала з 21 листопада 1984 по 5 січня 1985 року. Протягом цих шести тижнів до Ізраїлю прибуло близько 7000 нових репатріантів з Ефіопії.
Вихід євреїв з Ефіопії не припинився: ефіопські євреї продовжували прибувати в Судан. У 1985—89 було проведено ще кілька таємних операцій, у ході яких повітряним шляхом було доставлено до Ізраїлю ще близько 3 тисяч осіб. У січні 1990 в столиці Ефіопії Аддис-Абебі відкрилося ізраїльське посольство. В Аддис-Абебу почали стікатися тисячі ефіопських євреїв, які вимагали вивезти їх. У 1990—91 роках до Ізраїлю репатріювати ще близько 8500 осіб.

### Операція «Шломо»
Через жорстоку громадянську війну в Ефіопії євреям, що скупчилися в Аддис-Абебі, загрожувала смертельна небезпека. Уряд Ізраїлю, Армія оборони Ізраїлю, організація «Джойнт» і Єврейське агентство провели 24—25 травня 1991 операцію, в ході якої за 36 годин до Ізраїлю було переправлено 14 310 ефіопських євреїв.
Це була найбільша операція, коли в Ізраїль було привезено найбільше число євреїв у найкоротший термін. Після завершення операції «Шломо» в Ізраїль репатріювати ще близько 5 тис. євреїв з Ефіопії. Сьогодні вся громада ефіопських євреїв, що становить близько 50 тис. осіб, живе в Ізраїлі.

## Масова алія з СРСР і пострадянського простору (1989—2004)
З приходом до влади в СРСР М. Горбачова і початком процесу загальної політичної лібералізації («Перебудова» і «Гласність») були полегшені правила еміграції з СРСР. У жовтні 1989 уряд США увів обмеження на надання статусу біженця емігрантам з СРСР.
У цей час у Москві в рамках роботи ізраїльської консульської групи (дипломатичні відносини між СРСР та Ізраїлем ще не були відновлені) почали діяти представники «Сохнута» (Єврейського агентства) й організації «Натів». Почалася підготовка до масової репатріації євреїв СРСР до Ізраїлю. З'явилися численні курси з вивчення івриту — ульпани (як організовані урядом Ізраїлю, так і приватні). Виникла «Сіоністська організація СРСР» на чолі з Левом Городецьким.
Штовхали євреїв покинути СРСР і прояви антисемітизму. Організація «Пам'ять» на чолі з Д. Д. Васильєвим проводила в 1987—90 роках численні акції проти так званої «жидомасонської змови». У 1987 році керівники «Пам'яті» навіть були прийняті першим секретарем Московського міськкому КПРС Б. М. Єльциним, однак не знайшли у нього підтримки. Особливо зросла активність «Пам'яті» перед виборами народних депутатів до Верховної Ради СРСР 1989. Навесні 1990 набули поширення провокаційні чутки про прийдешні єврейські погроми.
Від 1989 року почалася масова репатріація з СРСР. У 1989—90 роках до Ізраїлю прибуло понад 200 тис. репатріантів з СРСР (лише за грудень 1990 прибуло 35 тис. осіб).
Розпад СРСР, економічні та політичні проблеми в країнах СНД привели до високих темпів виїзду. Згодом, насамперед у зв'язку з вичерпанням демографічного ресурсу, а також у зв'язку з посиленням арабського терору після підписання мирних угод в Осло у 1995—96 роках рівень репатріації зменшився. Всього за період «Великої Алії» в Ізраїль прибуло понад 1,6 млн євреїв з СРСР і пострадянського простору.
Уряд не був готовим до прийому такої великої кількості репатріантів. Щоб поліпшити ситуацію з житловим фондом перед небувалим зростанням населення за рахунок новоприбулих, почалося масове будівництво в периферійних районах і зведення так званих «караванних» селищ (тобто тимчасових містечок з тимчасових будиночків з усіма зручностями). Відповідальним за цю програму був міністр будівництва Аріель Шарон. Найбільша кількість нового житла була побудована в районах розвитку в Галілеї і Негеві — в Карміелі, Назарет-Ілліті, Йокнеамі, Беер-Шеві, Офакім та ін. населених пунктах. Найбільша кількість житла була зведена в Ашдоді. Населення міста в даний час наближається до 200 тис.
У 1993 році християнська організація «Слово життя» заснувала фонд «Операція Жаботинський» (імені Володимира Жаботинського) для допомоги євреям з колишнього СРСР у переїзді в Ізраїль через Швецію.
Російськомовні євреї становили понад 17 % усього населення Ізраїлю і більше 20 % єврейського населення країни. У деяких містах вони складають більше 40 % жителів. Кількість ЗМІ російською мовою в Ізраїлі перевищує кількість ЗМІ на івриті, за даними прес-секретаря Посольства Ізраїлю в РФ. Існують телеканали, газети, журнали, книги російською мовою, і ізраїльська влада не чинить перешкод їх виникненню.

## Алія 2000-х
У 2004 році в Ізраїль прибуло близько 22 тисяч нових репатріантів, що на 1 тис. менше, ніж 2003-го.
Протягом 2005 в Ізраїль репатріювати 23 000 осіб (+4,4 %). Вперше з 1989 року частка репатріантів з колишнього СРСР становила менше половини річного потоку алії — приблизно 10 100 осіб (48,1 %). З них майже 4000 з Росії і близько 3000 з України, що на 18 % і 21 % менше, відповідно, ніж 2003-го. З інших великих груп репатріантів, які прибули у 2004, приблизно 3700 чоловік (17,6 %) з Ефіопії, приблизно 2000 (9,5 %) із Франції та близько 1900 (9 %) зі США.
У 2006 році в Ізраїль приїхало 19 900 репатріантів, що приблизно дорівнює кількості 2005 року.

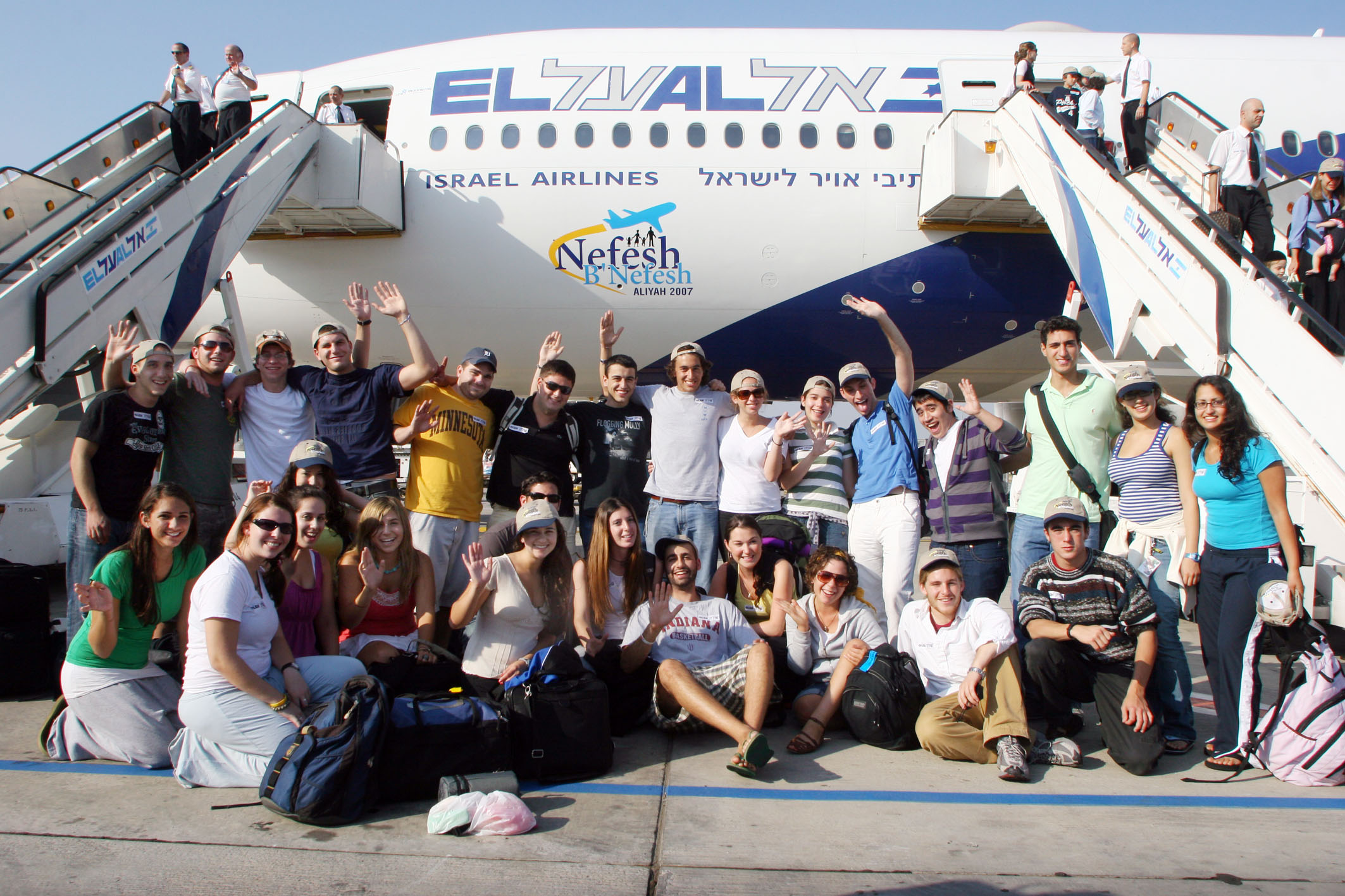
Нові іммігранти в ізраїльському аеропорту, 2007

З початку вересня 2010 до кінця серпня 2011 в Ізраїль із країн СНД, Північної та Латинської Америки, Європи та Азії прибуло 18 500 репатріантів. Це на 12 % більше в порівнянні з попереднім періодом (2009—2010), коли в Ізраїль з цих регіонів репатріювалися 16 500 осіб. Ще 2700 олім прибули з Ефіопії. З країн СНД за цей період прибули 8290 репатріантів (зростання 19 %).
У 2011 році в Ізраїль приїхало 19 023 особи, з них 7400 осіб або 39 % з СНД.
Деякої частини репатріантів не вдається влаштуватися в Ізраїлі і вони залишають країну. У Росії на 2006 рік проживало близько 50 тис. громадян Ізраїлю.
У 2012 році до Ізраїлю приїхало на 2 % менше людей порівняно з 2011 роком, 16 557 осіб (44 % яких з країн колишнього СРСР): Росія (3545 чоловік), Ефіопія (2432 людини), США (2290), Україна (2048) і Франція (1653).
У даний час міграція в Ізраїль з країн колишнього СРСР (Росії, України і Білорусі) йде в основному з периферійних міст з низьким рівнем життя і характеризується низькою часткою єврейської компоненти (тобто в Ізраїль великою мірою їдуть не етнічні євреї, а нащадки від змішаних шлюбів євреїв з корінним населенням).
Винятком став 2014 рік, коли у зв'язку з нестабільністю під час української революції і наступною збройною агресією Росії, число українських євреїв, що вчинили алію, зросло на 142 % в порівнянні з попереднім роком.
З початку 2021 року до Ізраїлю репатріювалися близько 20360 осіб з усього світу. Найбільше число репатріантів прибуло з Росії, США, Франції, України та Ефіопії. 17,3 % нових репатріантів — представники професій у сфері послуг і торгівлі, 5,2 % — фахівці технічних та інженерних спеціальностей, 4,2 % — медпрацівники, 3,6 % — юристи і бухгалтери, 2,7 % — освітяни. Найбільше число нових репатріантів в 2021 році прийняв Єрусалим. На другому місці Тель-Авів, далі Нетанія, Хайфа та Ашдод.